# Zielone Płuca Polski

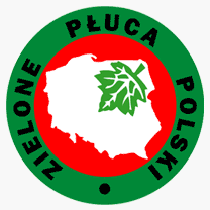
Znak promocyjny Zielonych Płuc Polski

Zielone Płuca Polski (ZPP) – unikatowe przyrodniczo tereny znajdujące się w północno-wschodniej części Polski. Obszar ZPP graniczy od północy z obwodem królewieckim Federacji Rosyjskiej, od wschodu z Litwą i Białorusią, południowa granica przebiega przez województwo mazowieckie nieco na północ od Warszawy, Siedlec i Płocka, a zachodnia przez województwo kujawsko-pomorskie, obejmując m.in. Toruń oraz przez województwo pomorskie, obejmując część powiatu malborskiego i nowodworskiego.

## Położenie
Obszar funkcjonalny znajduje się w północno-wschodniej części kraju, a jego powierzchnia wynosi 63 234 km², co stanowi 20,2% powierzchni Polski. Na tym terenie mieszka około 4 mln ludzi, co stanowi około 10% ludności kraju. Administracyjnie obszar ZPP położony jest na terenie pięciu województw: warmińsko-mazurskiego (115 gmin), podlaskiego (118 gmin), północno-wschodniej części mazowieckiego (114 gmin) oraz części pomorskiego (6 gmin) i kujawsko-pomorskiego (33 gmin). Ogółem teren Zielonych Płuc Polski obejmuje 386 gmin oraz 57 powiatów.
Podstawą delimitacji obszaru były jedne z najcenniejszych w kraju i Europie systemy ekologiczne. Ze względu na pragmatykę realizacji wspólnych przedsięwzięć umowną granicę zewnętrzną stanowią granice administracyjne gmin.
Zielone Płuca Polski są unikatowym obszarem, który może stać się polskim swoistym „towarem” eksportowym. Cechy wyróżniające ten obszar stanowią szczególny, złożony produkt. Tworzą go:
- niska gęstość zaludnienia i dostosowana do warunków naturalnych;
- zrównoważona sieć osadnicza;
- spokój i czyste powietrze;
- dobra jakość środowiska przyrodniczego;
- unikatowa różnorodność systemu przyrodniczego;
- atrakcyjne kompleksy lasów, jezior i użytków zielonych;
- możliwość obcowania z przyrodą niezmienioną przez cywilizację;
- bogactwo oraz różnorodność kultur i obyczajów;
- dobra tradycyjna kuchnia;
- rozwijająca się infrastruktura usługowa;
- potencjał akademicki;
- dobre warunki do produkcji zdrowej żywności i lokalizacji „czystego przemysłu”.

## Idea Zielonych Płuc Polski
Idea sformułowana w 1983 r. przez Krzysztofa Wolframa. Zakładała ona integrację ochrony środowiska z rozwojem gospodarczym i postępem cywilizacyjnym na terenie północno-wschodniej Polski. W Białowieży 13 maja 1988 r. zostało podpisane porozumienie pięciu byłych województw: białostockiego, łomżyńskiego, olsztyńskiego, ostrołęckiego i suwalskiego w sprawie kompleksowej ochrony i ekorozwoju regionów. Od 21 grudnia 1990 r. do porozumienia przystąpiła Narodowa Fundacja Ochrony Środowiska, 15 czerwca 1991 r. – Ministerstwo Ochrony Środowiska, Zasobów Naturalnych i Leśnictwa, a 3 czerwca 1992 r. – Narodowy Fundusz Ochrony Środowiska i Gospodarki Wodnej. Sejm RP 14 września 1994 r. przyjął Deklarację w sprawie obszaru ZPP, w której stwierdza się, że Sejm RP uznaje obszar ZPP za region, w którym należy konsekwentnie przestrzegać idei ekorozwoju.

## Fundacja „Zielone Płuca Polski”
28 września 2005 roku w siedzibie Urzędu Marszałkowskiego Województwa Podlaskiego podpisany został akt notarialny o ustanowieniu Fundacji Zielone Płuca Polski oraz został przyjęty Statut Fundacji.
Sygnatariuszami Fundacji są przedstawiciele czterech samorządów wojewódzkich: podlaskiego, warmińsko-mazurskiego, kujawsko-pomorskiego i pomorskiego, Narodowej Fundacji Ochrony Środowiska, reprezentanci kilku stowarzyszeń i organizacji społecznych oraz przedsiębiorcy.
Fundacja Zielone Płuca Polski została zarejestrowana w dniu 17 października 2005 r. i wydzielona jako oddzielna jednostka z Narodowej Fundacji Ochrony Środowiska z Biura Porozumienia Zielone Płuca Polski. Siedzibą Fundacji Zielone Płuca Polski jest miasto Białystok (ul. Dojlidy Fabryczne 23). Fundacja ZPP przejmuje dotychczasowy dorobek intelektualny i materialny Biura Porozumienia Zielone Płuca Polski podległego pod Zarząd Narodowej Fundacji Ochrony Środowiska, przy której funkcjonowało od 1990 roku.

## Znak Promocyjny „Zielone Płuca Polski”
W 1996 r. rozpoczęło promocję produktów, usług oraz inicjatyw wychodzących naprzeciw głównym założeniom ZPP. W tym celu powołana została do życia Kapituła Znaku Promocyjnego, która przyznaje to prestiżowe wyróżnienie. Porozumienie ZPP zostało zawarte 20 grudnia 2004 r. w Ministerstwie Środowiska w Warszawie.
Do Porozumienia ZPP nie przystąpiło województwo mazowieckie. O jego nadanie mogą ubiegać się przedsiębiorstwa, instytucje i osoby prawne, które swoją działalność prowadzą na terenie Zielonych Płuc Polski w zgodzie z zasadami zrównoważonego rozwoju.
Posiadanie Znaku Promocyjnego Zielone Płuca Polski wyróżnia jednostki spośród konkurentów działających na terenie północno-wschodniej Polski. Znak Promocyjny ZPP jest znakiem towarowym zarejestrowanym w Urzędzie Patentowym pod Nr 143863. Jest to wynik dbałości o stałe umocnienie rangi i wizerunku Znaku Promocyjnego ZPP jako symbolu usług i produktów o najwyższej jakości, wykonanych w połączeniu z wyjątkową dbałością o środowisko naturalne regionu.
Formuła wypracowana przez Kapitułę Znaku Promocyjnego ZPP jest unikalną metodą efektywnie wspomagającą działania prowadzone przez odznaczone jednostki w zakresie marketingu i public relations.